# 1717 en philosophie
Chronologie de la philosophie
- 1713
- 1714
- 1715
- 1716
- 1717
- 1718
- 1719
- 1720
- 1721

L’année 1717 a été marquée, en philosophie, par les événements suivants :

## Publications
- Anthony Collins : Recherches sur la liberté de l'homme (elle n'est, selon lui, que l'exemption de la contrainte physique).

- Pierre-Daniel Huet : Mémoire sur le commerce des Hollandais, 1717

## Naissances
- 16 novembre : Jean le Rond d'Alembert, mathématicien, philosophe et encyclopédiste français († 29 octobre 1783)